# 追憶+LOVE LETTER
『追憶+LOVE LETTER』（ついおく ラブ・レター）は、島谷ひとみの4枚目のオリジナルアルバム。2004年9月1日発売。avex traxよりリリース（CCCD）。

## 解説
- DVD付きSpecial Edition（初回限定盤）とCDのみの（通常盤）の2種類がある。（本作までコピーコントロールCD）
- 期間限定生産盤となるSpecial Editionは、収録曲5曲のPVなどを収録したDVD付き。
- Special Edition、通常盤共に初回生産分のみボーナストラック「手のひらを太陽に」を収録。
- 「はつこい」は、絵本作家であるおーなり由子の作詞による楽曲。

## 収録曲

### CD
1. 追憶+LOVE LETTER
  - 作詞:kenko-p/作曲･編曲:中野雄太

KDDI『PLAY MUSIC!PLAY au!』キャンペーンソング
コンセプトアルバム『crossover』に、リアレンジされた「crossover version」が収録されている。
この曲のPVはANGELUS -アンジェラス-のPVとリンクしていて、未来から来た島谷ひとみが過去の自分に「後ろに注意して」と注意を促す箇所がある。
PVで使われている携帯電話はauのW11Kである。
2. ANGELUS-アンジェラス-
  - 作詞:BOUNCEBACK/作曲:BULGE/編曲:前嶋康明

読売テレビ系『犬夜叉』オープニングテーマ
3. ｢またね｡｣
  - 作詞:島谷ひとみ/作曲･編曲:BULGE
4. 久遠-kuon-
  - 作詞:鈴木智/作曲:MAYU/編曲:YANAGIMAN
5. Z!Z!Z!-Zip!Zap!Zipangu!-
  - 作詞:上田起士/作曲･編曲:コモリタミノル

テレビ東京アテネオリンピックテーマソング
6. Domenica
  - 作詞･作曲･編曲:BOUNCEBACK
7. Jewel of Kiss
  - 作詞:BOUNCEBACK/作曲:吉山隆之/編曲:田辺恵二

サンギ『ナノテク・アパガード』CMソング
8. はつこい
  - 作詞:おーなり由子/作曲･編曲:TANATONOTE
9. Viola
  - 作詞:BOUNCEBACK/作曲:柳沢英樹/編曲:家原正樹･丸山和範

日本テレビ『FUN』FUN'S RECOMMEND
10. ハナムケノ言葉
  - 作詞:六ツ見純代/作曲:浅田直/編曲:久米康隆
11. YUME日和(Album Version)
  - 作詞:小幡英之/作曲:宮崎歩/編曲:宗像仁志

テレビ朝日系『ドラえもん』エンディングテーマ/映画『ドラえもん のび太のワンニャン時空伝』挿入歌･エンディングテーマ
シングルバージョンと異なり、イントロの効果音とサビの子供のコーラスが省かれている。
12. 綺羅星
  - 作詞:MIZUE/作曲･編曲:田辺恵二

赤い羽根共同募金TVCMイメージソング
13. 手のひらを太陽に（初回盤限定ボーナストラック）
  - 作詞:やなせたかし/作曲:いずみたく/編曲:宗像仁志

フジテレビ系『めざましテレビ』2004年7月度・8月度テーマソング

### DVD
1. YUME日和（PV）
2. Viola（PV）
3. Jewel of Kiss（PV）
4. ANGELUS -アンジェラス-（PV）
5. 追憶＋LOVE LETTER（PV）
6. Perseus -ペルセウス-（2nd DVD「Vibration!」収録ライブ映像）
7. YUME日和（2nd DVD「Vibration!」収録ライブ映像）
8. Z!Z!Z!-Zip!Zap!Zipangu-（off shot映像）